# Pkill
pkill — unix-утиліта, за допомогою якої можна знайти процес або послати сигнал процесу за іменем і іншим атрибутам. Утиліта pkill працює аналогічно pgrep, але кожному відповідному критеріям пошуку процесу посилається сигнал, аналогічно kill, замість видачі ідентифікатора процесу. Ім'я або номер сигналу можна вказати як першу опцію командного рядка pkill.

## Використання
```
pkill [-сигнал] [-fnvx] [-P список_ppid] [-g список_груп] [-s список_sid] [-u список_euid]
[-U список_uid] [-G список_груп] [-J список_projid] [-t список_терміналів] [-T список_taskid] [шаблон]
```

Докладну інформацію про кожен параметр програми можна дізнатися на довідковій сторінці man.

## Приклади
Завершити роботу останнього запущеного вікна xterm:
```
pkill -n xterm
```